# Kamera całego nieba

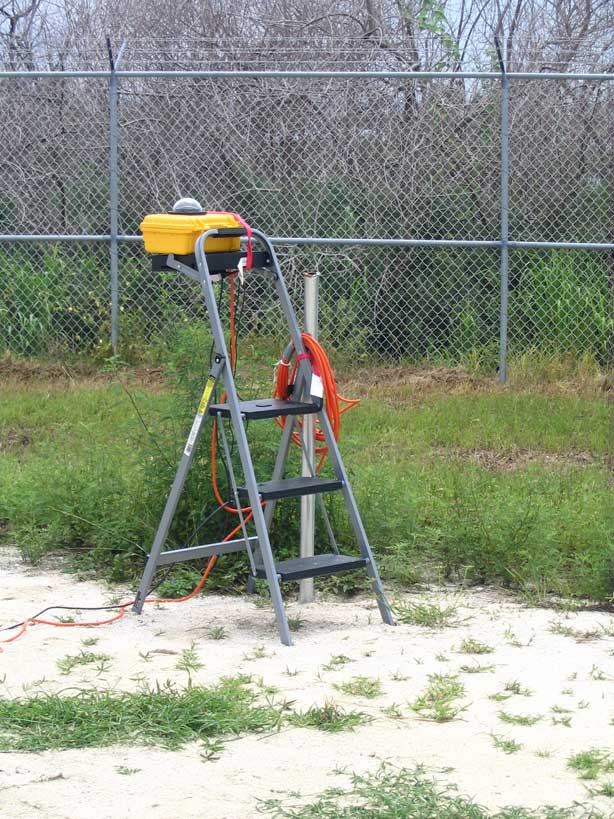
Prosta kamera całego nieba oparta na aparacie fortograficznym Canon A75 umieszczona na północ od Centrum Kosmicznego na Florydzie.

Kamera całego nieba – specjalistyczna kamera używana w meteorologii i astronomii do pomiarów całego nieba.
Kamera całego nieba jest zazwyczaj zbudowana z wykorzystaniem soczewki rybie oko zapewniającej szerokie pole widzenia. Tego typu soczewka została po raz pierwszy zbudowana dla zastosowań meteorologicznych.
Zaproponowano także wiele alternatywnych metod m.in. opartych na fotografii półkuli odbijającej niebo.
Jedną z pierwszych była kamera ustawiona pod kątem 45 stopni do horyzontu i mająca pole widzenia 90 stopni. Obracanie kamery wokół osi umożliwiało zrobienie zdjęcia całego nieba.

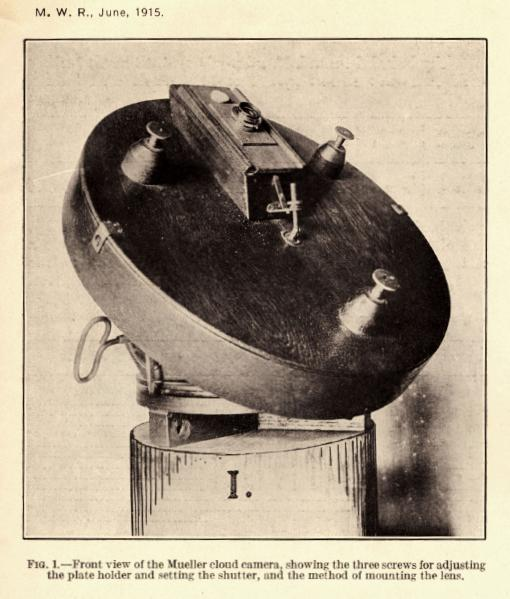
Kamera całego nieba Muellera (zbudowana pierwszy raz około 1905) i ze zmianami zaproponowanymi przez Fassiga. Na podstawie artykułu z 1915 w Monthly Weather Review

## Zastosowania meteorologiczne
Kamerę całego nieba stosuje się w meteorologii do wyznaczenia pokrywy chmur, poklatkowej fotografii chmur, polaryzacji nieba, wyznaczenia wysokości podstawy chmur i ich prędkości poruszania się. Kamery całego nieba maja czasami urządzenie wyznaczające położenie słońca na niebie co umożliwia jego zasłonięcie. Dzięki temu wykonane zdjęcia nie są prześwietlone w pobliżu słońca. Techniki oparte na HDR dają możliwość fotografii nieba wraz ze słońcem.

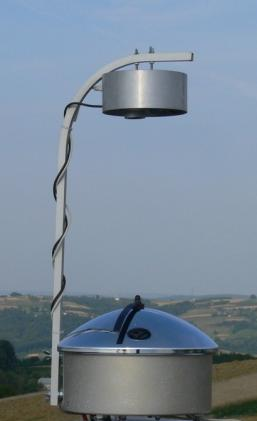
Kamera Markowicza oparta na odbiciu od półkuli z urządzeniem do przesłaniania słońca

## Stereoskopia chmur
Dwie kamery całego nieba umieszczone w pewnej odległości od siebie pozwalają na wyznaczenie wysokości podstawy chmury  oraz prędkości z jaką chmury się poruszają. Pierwsza praca na ten temat została opublikowana w 1896 roku.

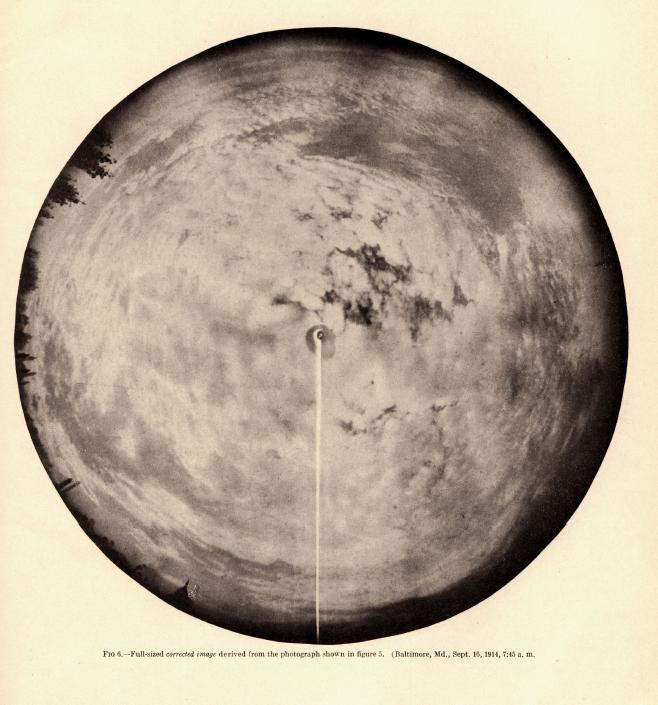
Baltimore, Md., 16 września 1914, 7:45.  Zdjęcie za pomocą kamery Muellera.
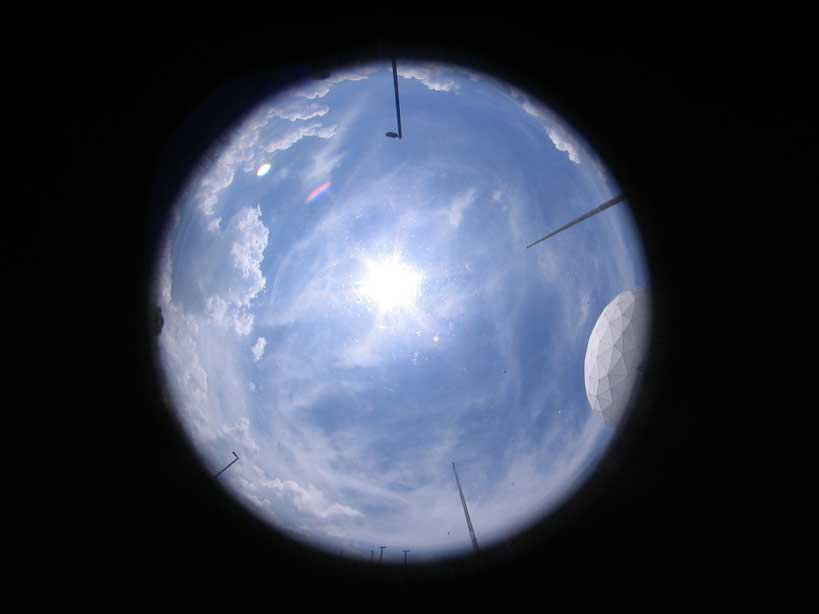
Zdjęcie zrobione na północ od Centrum Kosmicznego na Florydzie 24 lipca 2009. Zdjęcia z kamery Flataua.
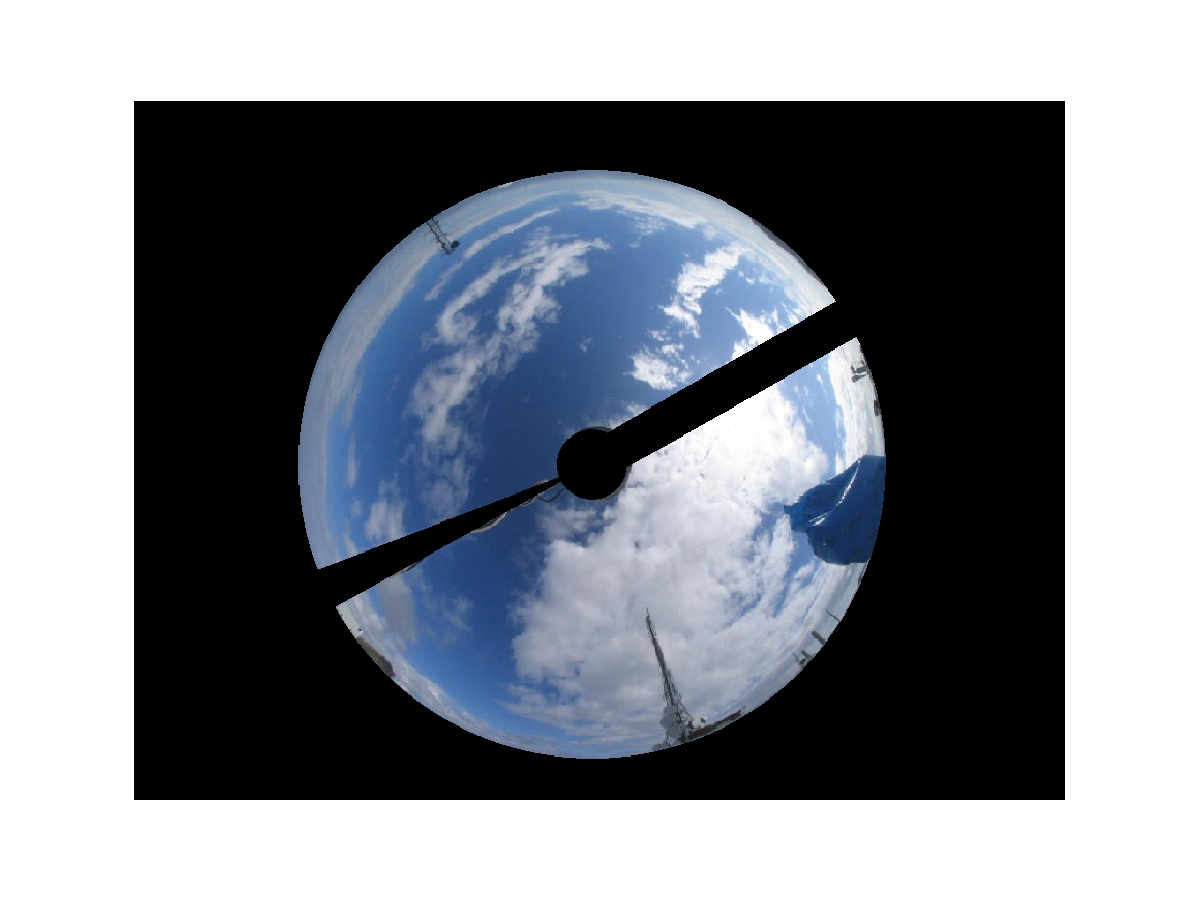
Zdjęcie z kamery całego nieba Markowicza - z charakterystycznym paskiem ograniczającym słońce.